# تپه کاوله گند گردوان
تپه کاوله گند گردوان مربوط به سدهٔ ۸–۶ ه.ق است و در شهرستان ارومیه، بخش سیلوانه، دهستان مرگور، روستای گردوان واقع شده و این اثر در تاریخ ۲۵ آبان ۱۳۸۷ با شمارهٔ ثبت ۲۳۵۳۴ به‌عنوان یکی از آثار ملی ایران به ثبت رسیده است.